# Richard Anthony Proctor

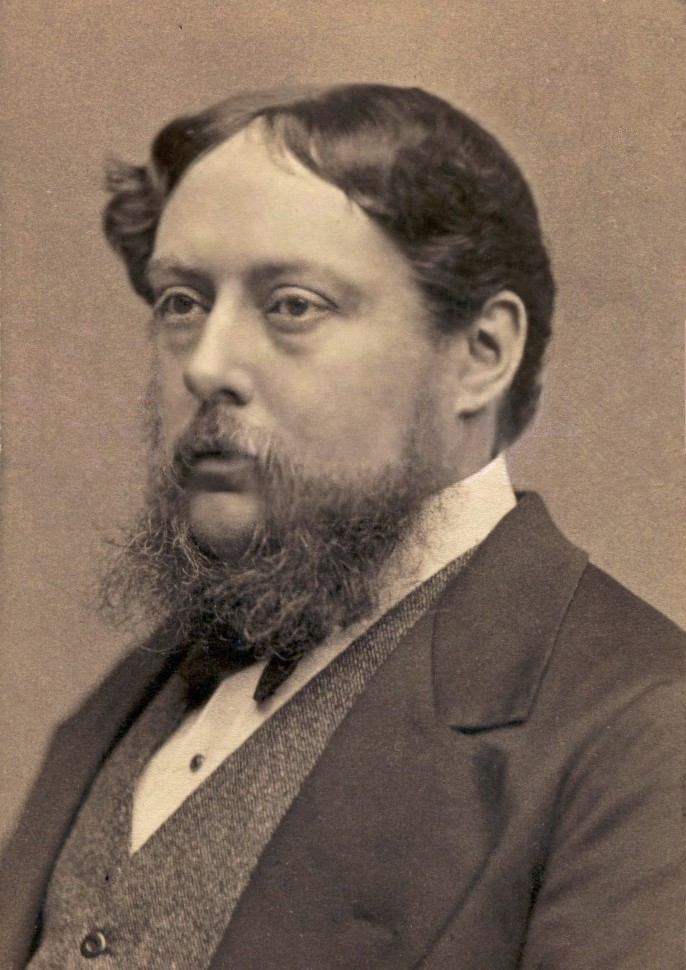
Richard Anthony Proctor (ca. 1870)

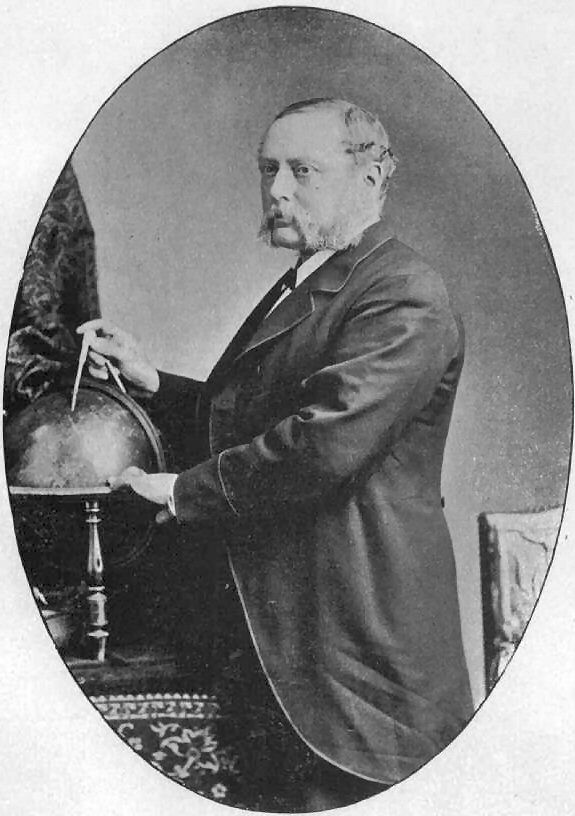
Richard Anthony Proctor

Richard Anthony Proctor (* 23. März 1837 in Chelsea (London); † 12. September 1888 in New York City) war ein englischer Astronom und Autor populärwissenschaftlicher Werke. Er fertigte eine der ersten Karten des Planeten Mars an.

## Leben
Proctor war ein kränkliches Kind. Als sein Vater 1850 verstarb, unterrichtete seine Mutter ihn zunächst zu Hause. Sein Gesundheitszustand besserte sich im Laufe der Jahre und er konnte das Kings College in London und später das St John’s College besuchen. Er studierte anschließend an der Universität Cambridge, wo er 1860 graduierte. Bereits während des Studiums heiratete er. Aus der Ehe ging eine Tochter hervor.
Proctor wandte sich der Astronomie zu und veröffentlichte 1865 im „Cornhill Magazine“ einen Artikel über die Farben von Doppelsternen. Im gleichen Jahr erschien sein erstes Buch Saturn and its System, das er auf eigene Kosten herausgab. Obwohl das umfangreiche Werk bei Astronomen großen Anklang fand, wurde es nicht allzu oft verkauft. Es folgten Abhandlungen über Mars, Jupiter, Sonne, Mond, Kometen, Meteore, Sterne und neblige Objekte.
Mit seiner schriftstellerischen Arbeit ernährte Proctor seine Familie. Da er erkennen musste, dass ein eher wissenschaftliches Werk, wie Saturn and its System, keinen großen Absatz fand, eignete er sich einen populäreren Schreibstil an. Er schrieb für mehrere Magazine und erreichte einen hohen Bekanntheitsgrad. Seine zahlreichen Arbeiten machten eine große Leserschaft mit den Grundlagen der Astronomie vertraut.
Sein Handbuch Handbook of the Stars von 1866 wurde allerdings von Verlegern abgelehnt. Proctor ließ auch dieses Buch selbst drucken; es verkaufte sich recht gut. Für sein Half-Hours with the Telescope (1868), das 20 Auflagen erreichte, erhielt er vom Verlag lediglich £25. Obwohl ihm eine Lehrtätigkeit nicht lag, unterrichtete Proctor zeitweise Mathematik um sein Einkommen aufzubessern.
Sein literarisches Ansehen nahm weiter zu und er schrieb regelmäßig für The Intellectual Observer, Chambers Journal und Popular Science Review. 1870 erschien sein Other Worlds than Ours, in dem er die Möglichkeit anderer bewohnter Welten beschrieb. Darin übernahm er – mit Berufung auf eine anonyme Schrift – Betrachtungen über Raum und Zeit von Felix Eberty, dessen Schrift Die Gestirne und die Weltgeschichte. Gedanken über Raum, Zeit und Ewigkeit. 1846 auf Englisch ohne Nennung eines Autors veröffentlicht worden war.
1881 gründete er das allgemeinwissenschaftliche Magazin Knowledge, das zunächst wöchentlich, ab 1885 monatlich erschien und eine beachtliche Verbreitung fand. Er schrieb Beiträge für die American Cyclopaedia und die Encyclopædia Britannica. 1866 wurde er in die Royal Astronomical Society aufgenommen.
Proctor beschäftigte sich mit der Verteilung der Sterne, Sternhaufen und Nebel sowie dem Aufbau des Universums. Er wurde zu einem Experten bei der Anfertigung von Karten und gab zwei Sternatlanten heraus. Eine Karte, die alle Sterne der Bonner Durchmusterung (bis zur 10. Größenklasse) enthielt, zeigte die Verteilung der Sterne am Nordhimmel.

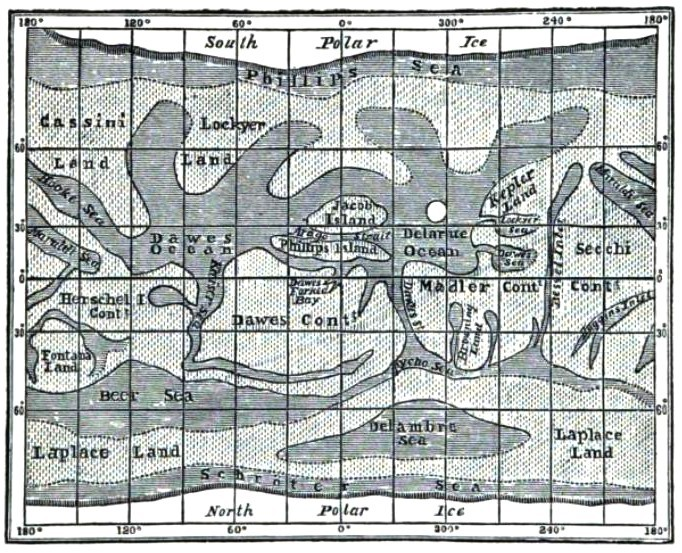
Proctors Marskarte (aus: Other Worlds than Ours, 4. Aufl. 1905)

Proctor wertete alte Zeichnungen des Mars, bis zurück ins Jahr 1666 aus, um die Rotationsdauer des Planeten zu bestimmen. 1873 gab er den Marstag mit 24h 37m 22,713s an – dies stimmt sehr genau mit dem heutigen Wert von 24h 37m 22,663s überein. Er fertigte eine Marskarte an, wobei er sich auf 27 Zeichnungen des Astronomen William Rutter Dawes stützte. Die Karte wurde allerdings später durch die Werke von Giovanni Schiaparelli und Eugène Antoniadi verdrängt und Proctors Bezeichnungen der geografischen Merkmale nicht übernommen (z. B. ist sein „Kaiser Sea“, den er nach dem Astronomen Frederik Kaiser benannte, heute als Große Syrte bekannt).
1881 heiratete Proctor zum zweiten Mal und siedelte in die USA um. 1888 verstarb er in New York. Sein umfangreichstes Werk Old and New Astronomy konnte er nicht mehr vollenden. Es wurde von A. Cowper Ranyard fertiggestellt und 1892 herausgegeben. Seine Tochter aus erster Ehe Mary Proctor, wurde ebenfalls Astronomin und erfolgreiche Schriftstellerin.
Richard A. Proctor, der an Gelbfieber im Willard Parker Hospital (Manhattan) gestorben war, wurde vorläufig in einem von Reverend Stephen Merritt (1833–1917) im Maple Grove Cemetery in Kew Gardens (New York City) zur Verfügung gestellten Grab beerdigt. Seine letzte Ruhe fand er im Jahre 1893 im Green-Wood Cemetery in Brooklyn, wo George W. Childs, ein bekannter Verleger aus Philadelphia, ihm ein prächtiges Grabmonument hatte errichten lassen. An der Wiederbestattungszeremonie nahm auch Proctors Tochter Mary teil.
Zu Proctors Gedenken wurde ein Impaktkrater auf dem Mars benannt.